# Мармара (острів)

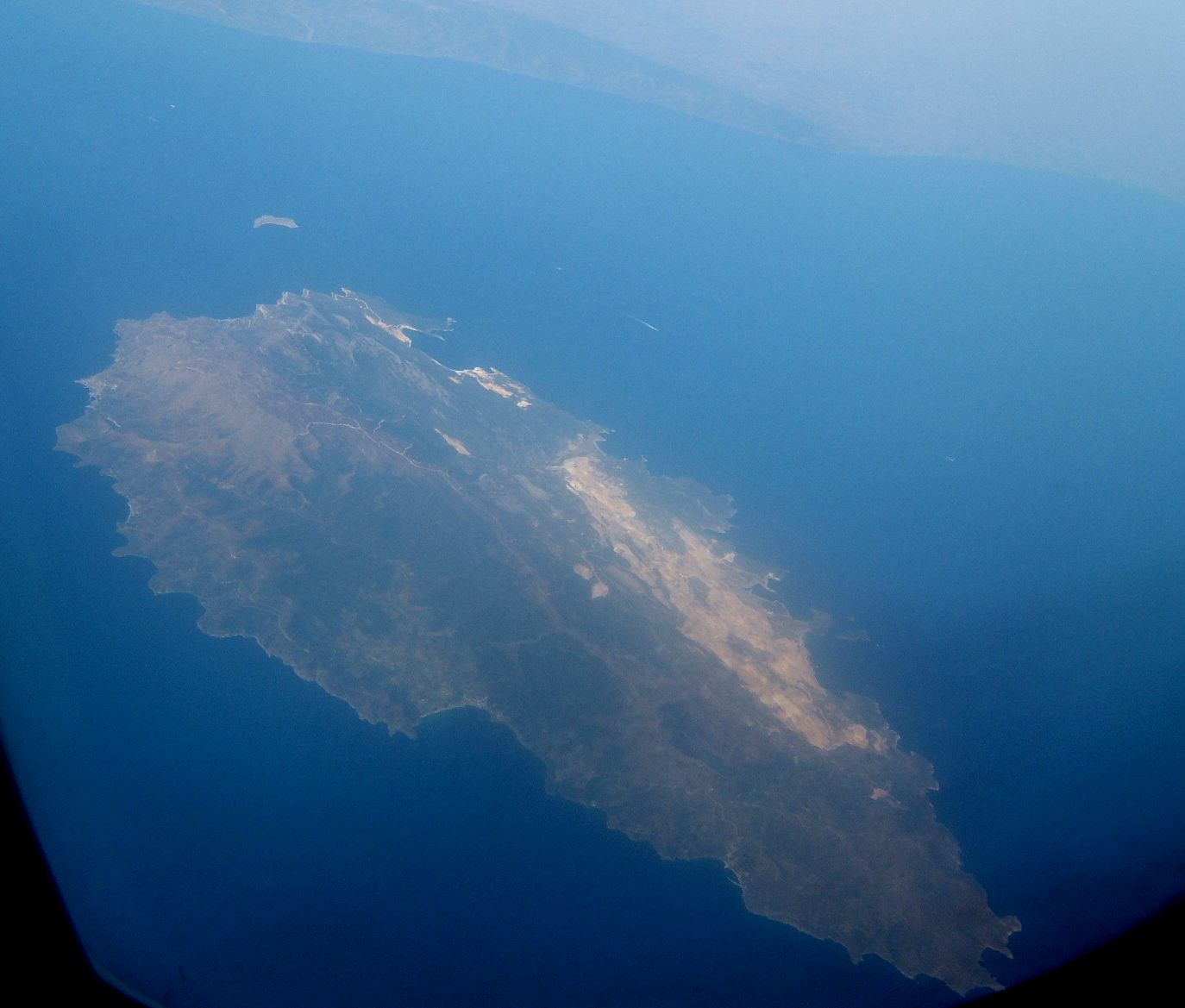
Вигляд на острів Мармара з літака

Мармара (тур. Marmara), раніше Проконнес (грец. Προκόννησος) — острів в західній частині Мармурового моря, належить Туреччині.

## Географія
Найбільший острів Мармурового моря, площа 130 км², висота до 699 м (г. Капи). Береги обривисті, з невеликими бухтами; рельєф горбистий. Острів є центром округу Мармара мулу Баликесір.

## Історія
Острів знаменитий родовищем білого мармуру, що дав назву острову і Мармурового моря. Видобуток мармуру триває досі. У давні часи острів носив назву Проконнес (Προκόννησος), яка до цих пір використовується в Греції.
Острів був колонізований іонійськими греками ще в античності, приблизно в III тисячоріччі до н. е. У VI ст. до н. е. відомий грецький тиран Метродор, правив як васал персів. Починаючи з часу правління імператора Костянтина у IV столітті н. е. був популярним місцем проживання візантійської аристократії. Під час правління Юстиніана на острові був побудований імператорський палац. Аж до Першої світової війни населення острова було майже виключно грецьким; після війни, за Лозаннським мирним договором 1923 року був проведений обмін населення між Грецією і Туреччиною, і всі греки були змушені покинути рідну землю і виїхали в Грецію, або емігрували в інші країни.
У 1942 році біля острова затонув суховантаж «Куртулуш».

## Транспорт
Дістатися до острова можна з Стамбула на кораблі або поромі, або на моторному човні з Текірдага або Ердека.

## Культура
У місті Мармара, який розташований на острові, є музей під відкритим небом, де виставляються експонати епохи Стародавнього Риму і Візантії.